# Idrottsföreningen Kamraterna
La Idrottsföreningen Kamraterna (en castellano: Sociedad Deportiva de Amigos), normalmente abreviado IFK, es una organización central para un gran número de clubes deportivos en Suecia. También hay ocho clubes IFK en Finlandia, pero se organizan por separado. Fue fundada el 1 de febrero de 1895 y en 2004 contaba con 164 clubes miembros con alrededor de 100.000 miembros.

## Historia
La IFK fue fundada en Estocolmo por dos jóvenes estudiantes (Louis Zettersten y Pehr Ehnemark) que querían crear una asociación deportiva, que consiste en un club principal en Estocolmo con clubes más pequeños en otras partes del país. Esto ocurrió en un momento en que no existía ninguna otra organización deportiva nacional u otro tipo de asociaciones. Un anuncio en el periódico juvenil Kamraten (El camarada), que se publicó el 1 de febrero de 1895 llamaba sucesivamente a todos los niños y niñas deportistas suecos interesados en unirse a la sociedad. Menos de dos meses después, se habían fundado clubes en Luleå, Härnösand, Upsala, Jönköping, Gotemburgo y Västerås, además el club principal de Estocolmo. Se decidió nombrar a la sociedad con el nombre del periódico que hizo posible la creación.
La sociedad creció rápidamente y la administración era demasiado pesada para manejar por IFK Estocolmo, por lo que fue creada una organización central en 1901. Se organizaron campeonatos y otras actividades para los clubes IFK y eran grandes torneos en una época en que no existía una administración central deportiva sueca para controlar eventos a nivel nacional. Algunos de estos campeonatos amistosos no pudieron continuar como campeonatos nacionales, pero en otros deportes viven, por ejemplo en bowling. Otras asociaciones miembros comenzaron sus propias competiciones, la más notable es Vasaloppet, organizado por IFK Mora, y Lidingöloppet, organizado por IFK Lidingö.
Aparte de los miembros del IFK de Suecia y de los miembros por separado del IFK organizados en Finlandia, también existen asociaciones IFK en Dinamarca y Noruega. El último miembro activo en Dinamarca fue IFK Aalborg que dejó de existir en los años 1990, mientras que el miembro noruega en Kristiania (Oslo) puso fin a sus actividades a principios del siglo XX.

## Simbología y colores
Los colores de la IFK son el azul y el blanco. Se utilizan en casi todas las asociaciones afiliadas, y aquellos clubes que no los utilizan tienen permisos especiales de la organización central para el uso de otros colores, como el IFK Malmö que utiliza uniformes amarillos y blancos o el IFK Estocolmo, que utiliza azules y rojos. Se cree que los colores simbolizan la inocencia y la fidelidad como está escrita, por el maestro de la sociedad IFK, en Kamraten en 1899. Los símbolos utilizados por IFK incluyen la estrella de cuatro puntas en azul o blanco, el escudo azul con rayas blancas y la parte superior característicamente formada por dos partes redondeadas entre los tres picos que se pueden ver en la mayoría de tarjetas de identificación de los clubes miembros, pese a que algunos usan otros estilos. La bandera IFK se describe como una cruz Escandinava azul y negra sobre fondo blanco con una estrella azul de cuatro puntas en el cantón.

## Clubes notables
Suecia
- IFK Göteborg
- IFK Lidingö
- IFK Malmö
- IFK Mora
- IFK Norrköping
- IFK Stockholm
- IFK Umeå
- IFK Växjö

Finlandia
- Helsingfors IFK (conocido popularmente como HIFK)
- IFK Mariehamn
- Vasa IFK (conocido popularmente como VIFK)
- Åbo IFK (conocido popularmente como ÅIFK)
- Grankulla IFK (conocido popularmente como GrIFK)